# آیتوگان (شهرستان ملئوزوفسکی، باشقیرستان)
آیتوگان (انگلیسی: Aytugan, Meleuzovsky District, Republic of Bashkortostan) یک شهرک در شهرستان ملئوزوفسکی استان باشقیرستان کشور روسیه است.